# Julianne Hough
Julianne Alexandra Hough (Orem, 20 juli 1988) is een Amerikaanse danseres, actrice en televisiepersoonlijkheid. Ze is vooral bekend als tweevoudig kampioen en later ook jurylid en co-presentatrice van het ABC-dansprogramma Dancing with the Stars.

## Biografie

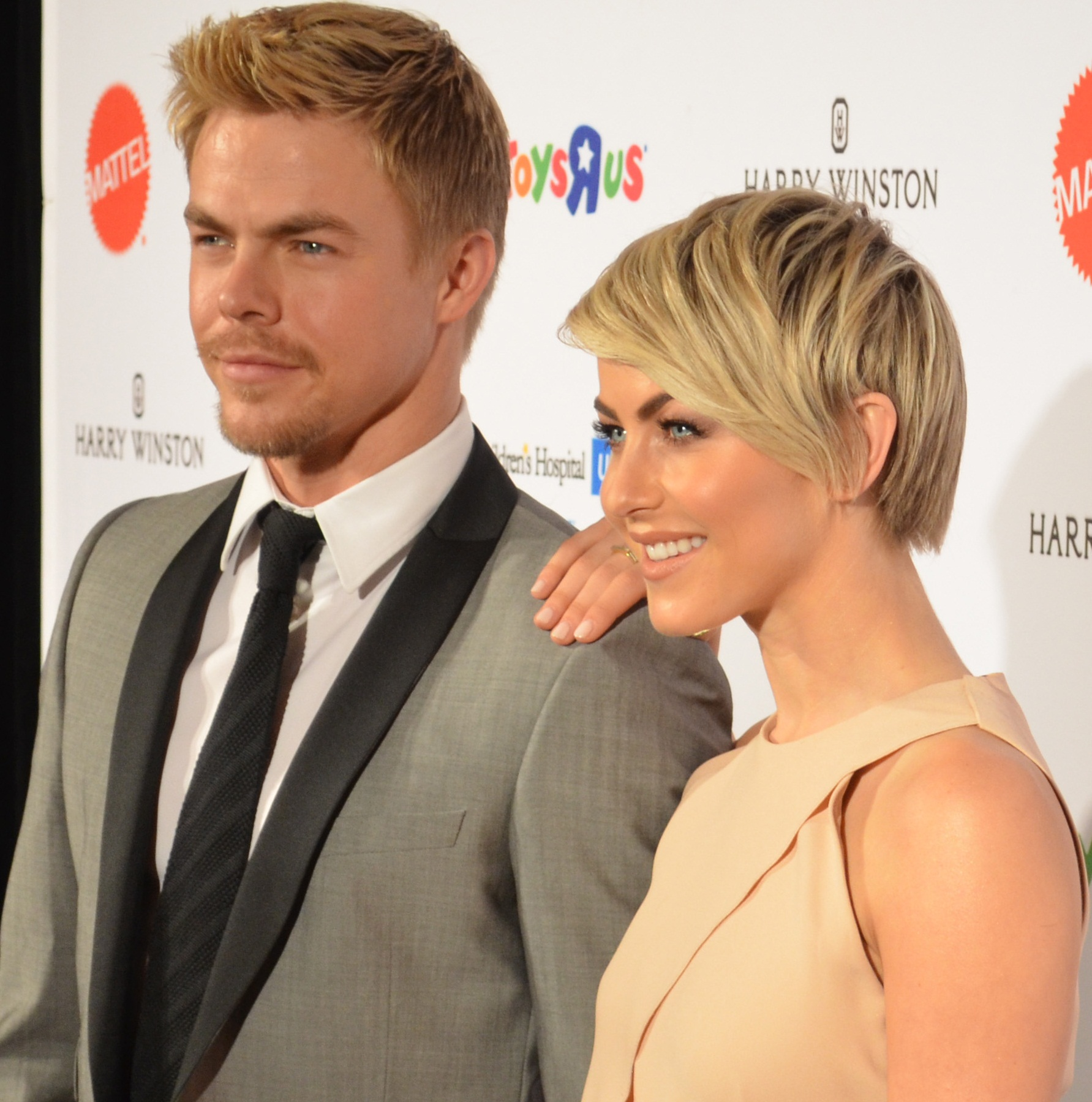
Julianne Hough met haar broer Derek in 2014

Hough werd geboren op 20 juli 1988 in Orem (Utah) als jongste in een gezin met vijf kinderen.  Ze nam voor het eerst deel aan danswedstijden toen ze negen jaar was. Op haar tiende verhuisde ze naar Londen, waar ze samen met haar oudere broer Derek Hough dansles volgde bij het wereldberoemde ballroomkoppel Corky en Shirley Ballas.
Van 2007 tot 2009 was ze vijf seizoenen lang professionele danspartner in Dancing with the Stars, de Amerikaanse versie van het Britse dansprogramma Strictly Come Dancing. Ze won de wedstrijd twee seizoenen op rij: in seizoen 4 met shorttracker Apolo Ohno en in seizoen 5 met autocoureur Hélio Castroneves. In de daaropvolgende drie seizoenen strandde ze met partners Adam Carolla, Cody Linley en Chuck Wicks respectievelijk op de negende, vierde en zesde plaats. Daarna keerde ze nog enkele malen terug voor gastoptredens en van 2014 tot 2017 was ze vast jurylid. Sinds 2023 is ze co-presentatrice van het programma, naast Alfonso Ribeiro.
In 2008 bracht ze een countrymuziekalbum uit dat op gemengde reacties werd onthaald. In juni 2012 kondigde ze aan dat ze een tweede album klaar had, maar dat werd uiteindelijk niet uitgebracht omdat ze zich verder wou concentreren op haar filmcarrière.
Haar eerste acteerervaring was een figurantenrolletje in de film Harry Potter and the Philosopher's Stone uit 2001. Ze was ook te zien als danseres in de musicalfilm Burlesque uit 2010 met Cher en Christina Aguilera. In 2011 speelde ze voor het eerst een hoofdrol in Footloose, een remake van de gelijknamige film uit 1984.
In 2022 maakte ze haar debuut op Broadway in het toneelstuk POTUS: Or, Behind Every Great Dumbass Are Seven Women Trying to Keep Him Alive.
Van 2008 tot 2009 had Hough  een relatie met countryzanger Chuck Wicks. Van 2010 tot 2013 was ze samen met presentator Ryan Seacrest. In juli 2017 trouwde ze met ijshockeyspeler Brooks Laich. In 2022 eindigde het huwelijk in een scheiding.

## Discografie

### Albums
| Album                                                            | Datum van verschijnen | Platenlabel       |
| ---------------------------------------------------------------- | --------------------- | ----------------- |
| Julianne Hough                                                   | 20 mei 2008           | Mercury Nashville |
| Sounds of the Season: The Julianne Hough Holiday Collection (EP) | 12 oktober 2008       | Mercury Nashville |

### Singles
| Jaar | Single                   | Album                       |
| ---- | ------------------------ | --------------------------- |
| 2007 | "Will You Dance With Me" | —                           |
| 2008 | "That Song in My Head"   | Julianne Hough              |
| 2008 | "My Hallelujah Song"     | Julianne Hough              |
| 2010 | "Is That So Wrong"       | Wildfire (niet uitgebracht) |
| 2019 | "Transform"              | —                           |